# Imerimandroso
Imerimandroso est une commune rurale malgache située dans la partie centre-est de la région d'Alaotra-Mangoro.

## Géographie
La commune compte 9 fokontany :  Imerimandroso,  Ambaniala,  Marovato,  Vohitsivalana,  Vohitsoa, Tsarahonenana, Ambodinonoka, Ankasina et Antanifotsy.
Nom des rivières environnantes, cours d’eau, fleuves et lacs (Renirano) : Lac Alaotra ; Lovoka ; Kelivava.
|             | Andromba         |             |
| Lac Alaotra | Imerimandroso    | Antanandava |
|             | Amparihitsokatra |             |